# Preston Crowmarsh
Preston Crowmarsh – osada w Anglii, w hrabstwie Oxfordshire, w dystrykcie South Oxfordshire. Leży 19 km na południowy wschód od Oksfordu i 70 km na zachód od Londynu.